# Amaranthus praetermissus
Amaranthus praetermissus är en amarantväxtart som beskrevs av John Patrick Micklethwait Brenan. Amaranthus praetermissus ingår i släktet amaranter, och familjen amarantväxter. Inga underarter finns listade i Catalogue of Life.